# Campanula pubicalyx
Campanula pubicalyx är en klockväxtart som först beskrevs av Peter Hadland Davis, och fick sitt nu gällande namn av Jürgen Damboldt. Campanula pubicalyx ingår i släktet blåklockor, och familjen klockväxter. Inga underarter finns listade i Catalogue of Life.